# Dente hipoplásico de Turner
Dente hipoplásico de Turner é uma anormalidade encontrada em dentes. Sua aparência é variável, embora geralmente se manifeste como a falta ou diminuição do esmalte em dentes permanentes e decíduos. Ao contrário de outras anomalias que afetam um vasto número de dentes, esta anormalidade geralmente afeta apenas um dente na boca.
Se hipoplasia é encontrada em um canino ou um pré-molar, a causa mais provável é uma infecção que estava presente ainda recém-nascido. Os tecidos inflamados ao redor da raiz do dente (chamado de inflamação periapical), afetam o desenvolvimento do dente permanente. Os dentes mais afetados por essa causa é o dente canino. A aparência da anormalidade irá depender da gravidade da infecção e longevidade. Se é encontrada na parte da frente (anterior), a causa mais provável é uma lesão traumática em um dente primário.
Geralmente afeta o esmalte dentário se o trauma ocorre antes do terceiro ano de vida. Lesões ocorridas após esta data são menos susceptíveis a defeitos pois esmalte já está calcificado.